# William FitzGeoffrey de Mandeville, 3. Earl of Essex

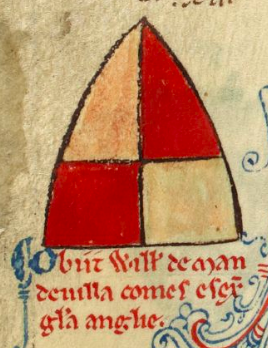
Wappen von William FitzGeoffrey de Mandeville, 3. Earl of Essex in einer mittelalterlichen Buchmalerei. Der umgekehrte Wappenschild symbolisiert seinen Tod.

William FitzGeoffrey de Mandeville, 3. Earl of Essex (auch William de Mandeville) († 8. Januar 1227) war ein englischer Magnat.

## Herkunft und Erbe von seinem Vater
William FitzGeoffrey war der zweite Sohn von Geoffrey fitz Peter und dessen ersten Frau Beatrix de Say († um 1197). Sein Vater war vom niederen Ritter zum Justiciar des Königs aufgestiegen. Durch die Heirat mit Beatrix de Say konnte er schließlich das reiche Erbe der Familie Mandeville erwerben und wurde zum Earl of Essex erhoben. Aufgrund dieses reichen Erbes konnte Geoffrey auch seinen zweiten Sohn William mit Landbesitz ausstatten. Er übergab ihm noch zu seinen Lebzeiten den alten Familiensitz Cherhill in Wiltshire mit der Auflage, dass dieser an seinen älteren Bruder Geoffrey fallen solle, falls er kinderlos sterben sollte. Nach dem Tod seines Vaters 1213 erbte William noch das Gut von Wellsworth in Hampshire.

## Erbe seines Bruders und Rolle im Krieg der Barone
Nachdem sein Bruder im Februar 1216 nach einem Turnierunfall kinderlos gestorben war, wurde William sein Erbe. Aufgrund des Erbes nahm er den Namen Mandeville an. Er hatte Christine, eine Tochter des Barons Robert FitzWalter geheiratet. Ihr Vater war einer der Führer der Adelsopposition gegen König Johann Ohneland, und auch William kämpfte während des Ersten Kriegs der Barone auf der Seite der Rebellen gegen den König. Nachdem im Mai 1216 der französische Prinz Ludwig auf Einladung der Rebellen mit einem Heer in England gelandet war und den englischen Thron beanspruchte, brachte William zusammen mit seinem Schwiegervater East Anglia  unter die Kontrolle der Rebellen. Im Oktober 1216 zog jedoch der König mit seinem Heer durch Ostengland und ließ gezielt Güter der Rebellen plündern und verwüsten.

## Magnat während der Minderjährigkeit von Heinrich III.
Nach dem Ende des Kriegs der Barone 1217 konnte sich William gegen Zahlung einer Strafe mit dem König aussöhnen und erhielt die Anerkennung des Titels Earl of Essex und seines Erbes. Er musste aber die Schulden seines Bruders übernehmen. Dieser sollte der Krone eine äußerst hohe Gebühr von 20.000 Mark zahlen, damit er die reiche Erbin Isabel of Gloucester, die geschiedene Frau von Johann Ohneland heiraten durfte. Nach dem Tod seines Bruders und von Isabel hatte William zwar keinen Anspruch mehr auf das Erbe, doch die Regierung verlangte bis zu seinem Tod die Begleichung der Schulden, weshalb er mehrere Güter in Essex verpfänden musste. Dennoch begleitete er 1219 den Leichenzug eines seiner früheren Gegner, des Regenten William Marshal, 1. Earl of Pembroke. Schon 1220 gehörte er als führender Magnat zu den Unterstützern des Regentschaftsrats, der für den minderjährigen König Heinrich III. die Regentschaft führte.

## Erbe
William starb kinderlos. Daraufhin erbte sein Neffe Humphrey de Bohun, 2. Earl of Hereford, der älteste Sohn seiner Schwester Maud, den Großteil der Mandeville-Besitzungen. Ein Teil der Familienbesitzungen fiel an ihren und Williams Halbbruder John fitz Geoffrey. Der Titel Earl of Essex wurde später für Humphrey de Bohun neu geschaffen.